# 1er corps polonais en Russie
Pour les articles homonymes, voir 1er corps (Pologne).
Cet article concerne une unité militaire de la Première Guerre mondiale. Pour l'unité militaire de la Seconde Guerre mondiale, voir 1re armée polonaise (1944-1945).
Le 1er corps polonais en Russie (polonais : I Korpus Polski w Rosji; russe : 1-й Польский корпус) est une formation militaire constituée le 24 juillet 1917 à Minsk à partir de personnel polonais et lituanien servant sur les fronts occidental (ru) et septentrional (ru) de l'armée impériale russe.
Au cours de la période chaotique qui suit la fin de la Première Guerre mondiale sur le front de l'Est, le 1er corps polonais combat l'Armée rouge, coopérant avec les forces allemandes de l'Ober Ost pour prendre Minsk, puis, après avoir reconnu le Conseil de régence (pl) en mai 1918, se rend aux forces allemandes à Babrouïsk. Les soldats obtiennent un sauf-conduit pour se rendre à Varsovie, où ils rejoignent la nouvelle armée polonaise.

## Histoire

### Formation
Le corps est formé à l'initiative du Comité militaire suprême polonais (pl) (Naczelny Polski Komitet Wojskowy), une faction polonaise au sein de l'armée révolutionnaire et divisée de l'Empire russe. Son objectif est de défendre les Polonais vivant dans les régions de Pologne sous domination russe et de soutenir la formation d'une Pologne indépendante.
Au lendemain de la révolution de Février, la faiblesse évidente du gouvernement provisoire russe, sa déclaration timide sur le droit des nations à l'autodétermination et les promesses d'autonomie faites par l'Allemagne à la Pologne occupée ravivent les sentiments nationalistes longtemps réprimés parmi les Polonais vivant dans l'Empire russe depuis les partages de la Pologne. Environ 700 000 d'entre eux servent dans l'armée russe en 1917 et ils commencent à former une armée polonaise pour lutter pour une « Pologne unie et libre » avec l'accord du gouvernement provisoire et du général Lavr Kornilov de l'armée russe. En août, le Comité militaire polonais (pl) (Naczelny Polski Komitet Wojskowy), une faction polonaise nouvellement formée au sein de l'Empire russe révolutionnaire et divisé, dirigée par Władysław Raczkiewicz, nomme Dowbor-Muśnicki commissaire du district militaire de Petrograd et, le 23 août (ancien style), il est nommé commandant du 1er corps polonais nouvellement formé en Russie, créé dans le cadre des forces de l'Entente, servant sous le gouvernement provisoire russe en échange de son soutien à une certaine forme d'autonomie ou d'indépendance polonaise.
Le processus de réorganisation est compliqué par la révolution d'Octobre, qui porte les bolcheviks au pouvoir, mais Dowbor-Muśnicki sait tirer parti de la faiblesse du nouveau gouvernement et de l'anarchie générale et, à la mi-janvier 1918, il a organisé ses forces en :
- 1re division de fusiliers polonais (issue de l'ancienne division de fusiliers polonais),
- 2e division de fusiliers polonais,
- 3e division de fusiliers polonais,
- Division de lanciers,
- en plus de la Légion des officiers (plus tard des chevaliers)[2]

À cette époque, le 1er corps compte près de 30 000 hommes, mais ce nombre tombe à 23 500 au cours des mois suivants.

### Combat
Au début, après la chute du gouvernement provisoire, Dowbor-Muśnicki déclare que son corps d'armée est neutre vis-à-vis des factions russes et qu'il a l'intention de rejoindre les forces de l'Entente pour lutter contre l'Allemagne et l'Autriche-Hongrie. Cependant, il devient rapidement évident que ce plan est irréaliste, car les forces de l'Entente dans la région sont faibles et, parmi les deux forces dominantes (les forces allemandes Ober Ost et les bolcheviks russes), ces derniers sont beaucoup plus hostiles envers les forces polonaises.

#### Combats contre les bolcheviks
Le 25 janvier 1918 (a.s. 12 janvier), Dowbor-Muśnicki refuse l'ordre du gouvernement soviétique de dissoudre le corps, ce qui conduit rapidement à des affrontements avec la nouvelle Armée rouge et les tirailleurs rouges lettons sous le commandement de Jukums Vācietis. Après des combats sporadiques fin janvier, le corps de Dowbor-Muśnicki doit se retirer de Minsk vers Babrouïsk le 31 janvier. Le 2 février, le corps commence à assiéger la forteresse de Babrouïsk, toujours tenue par une garnison de 7 000 soldats de l'Armée rouge. Au cours de ce siège, la Légion des Chevaliers se distingue et la forteresse tombe le 11 mars. Cependant, l'armée allemande force les forces polonaises à lui céder la forteresse.

#### Traité de Brest-Litovsk
Après l'échec temporaire des négociations de paix de Brest-Litovsk le 10 février, le corps reçoit également le statut d'unité auxiliaire de la part des Allemands et se joint à l'offensive allemande contre les bolcheviks le 18 février. Minsk est prise le 21 février. Une semaine plus tard, le 28 février, les Polonais acceptent de collaborer avec les Allemands et occupent ainsi six districts biélorusses dans le triangle Moguilev-Jlobine-Sloutsk, avec leur quartier général à Babruysk. Cette disposition stratégique coupe les communications bolcheviques entre Petrograd et l'Ukraine.
Après la signature du traité de Brest-Litovsk, qui cède toute la Pologne et la Biélorussie à l'Allemagne, le corps de Dowbor-Muśnicki reste en Biélorussie pendant trois mois, se regroupant et assurant des fonctions de police sous l'autorité des autorités d'occupation allemandes. Le 21 mai 1918, Dowbor-Muśnicki, après avoir reconnu le Conseil de régence (pl), signe un accord avec les Allemands, en vertu duquel le corps accepte d'être désarmé et dissous, après quoi, quoi qu'il en soit, les unités se retirent en Pologne, formant le noyau de l'armée polonaise, qui s'avère décisive plus tard dans l'année lors de la formation de l'armée polonaise. Les soldats qui restent en Russie rejoignent pour la plupart le 2e corps polonais en Russie (pl) (principalement la 4e division de fusiliers (pl)).

### Lituaniens dans le corps d'armée
Il y avait de nombreux soldats lituaniens dans le corps d'armée. Au cours de l'été 1917, le corps compte de nombreux Lituaniens, en particulier dans les unités suivantes :
- 1er régiment - 500 Lituaniens
- 2e régiment - plus de 400 Lituaniens

Les 3e et 4e régiments comptent également de nombreux Lituaniens dans leurs rangs, le régiment « zapasnam » en comptant 1 000.

## Légion des officiers
Une « Légion des officiers » est créée en décembre 1917 à partir de 300 officiers excédentaires, elle-même divisée en « légions » de la taille d'une compagnie :
- Légion de cavalerie,
- 2e légion d'infanterie,
- 3e légion d'artillerie,
- Légion des armes spéciales.

Six mois plus tard, le 20 avril 1918, la Légion compte 1 000 membres et est rebaptisée « Légion des Chevaliers » (polonais : Legia Rycerska), étant divisée en:
- 1er bataillon,
- 2e bataillon,
- Peloton d'artillerie.

## Commandant
Le 6 août 1917, Lavr Kornilov, commandant en chef des forces armées du gouvernement provisoire, nomme Józef Dowbor-Muśnicki commandant du 1er corps polonais.

## Organisation
Unités attachées au corps:
- Brigade de réserve :
  - 1er régiment de réserve,
  - 2e régiment de réserve
- Légion des officiers (décembre 1917) / Légion des chevaliers (20 avril 1918) ;
- 1re brigade d'artillerie
- 2e brigade d'artillerie ;
- 1er bataillon d'artillerie lourde ;
- Train blindé « Związek Broni » ;
- Aviation du 1er corps polonais (19 août 1917) ;
- 1er régiment du génie ;

### 1redivision de fusiliers polonais (automne 1917)
- 1er-4e régiments de fusiliers polonais (février 1917 );
- 1re brigade d'artillerie ;
- Compagnie du génie[3]

### 2edivision de fusiliers polonais (automne 1917)
- 5e–8e régiments de fusiliers polonais (février 1917) ;
- 2e brigade d'artillerie ;
- Compagnie du génie[3]

### 3edivision de fusiliers polonais (automne 1917)
- 9e–12e régiments de fusiliers polonais ;
- 3e brigade d'artillerie ;
- Compagnie du génie[3]

### Division de lanciers polonais (printemps 1918)
- 1er régiment de lanciers (créé le 15 septembre 1917)
- 2e régiment de lanciers (créé le 20 novembre 1917)
- 3e régiment de lanciers (créé le 14 novembre 1917)
- 1er bataillon d'artillerie à cheval (3 batteries montées) ;
- Escadron monté du génie[3]